# Emmy (cantante)
Emma Bejanyan (en armenio: Էմմա Բեջանյան; Ereván, 12 de abril de 1984), más conocida como Emmy, es una cantante armenia. Es considerada una de las cantantes más populares e influyentes de su país, por lo que se le considera como "princesa del pop" e "ícono del pop armenio". Representó a Armenia en el Festival de la Canción de Eurovisión 2011 con la canción «Boom Boom», quedando fuera de la final.

## Carrera
Su carrera comenzó inmediatamente después de haber grabado su primera canción, «Hayastan», y su posterior video en 1993. Aunque obtuvo popularidad debido a esto en Armenia, Rusia, Turquía, Europa, y otros lugares, se fue de tour con el cuarteto femenino de folk-pop Hayer, desde 1994 hasta 2000.